# Hermannia vollesenii
Hermannia vollesenii är en malvaväxtart som beskrevs av Martin Roy Cheek. Hermannia vollesenii ingår i släktet Hermannia och familjen malvaväxter. Inga underarter finns listade i Catalogue of Life.